# Christoph Staudacher
Christoph Staudacher (* 21. Juni 1980) ist ein österreichischer Politiker (FPÖ). Er ist seit 2013 Abgeordneter zum Kärntner Landtag.

## Ausbildung und Beruf
Staudacher absolvierte nach Abschluss der Hauptschule in Spittal an der Drau ein Jahr lang die landwirtschaftliche Fachschule Litzelhof und schloss danach eine Lehre als Elektroinstallateur ab. Zudem absolvierte er die Unternehmerprüfung. Des Weiteren wurde er Lehrlingsausbilder und arbeitete als Elektroinstallateur.

## Politik
Staudacher ist seit 2009 Mitglied des Gemeinderates der Stadtgemeinde Spittal an der Drau und war dort bis 2018 Mitglied im Ausschuss für Kommunale Betriebe, Mitglied im Ausschuss für Gesundheit, Integration und Gleichstellung und Mitglied im Ausschuss für Umwelt und Energie. Er kandidierte bei der Landtagswahl 2013 auf Platz 7 im Wahlkreis 4 und wurde am 28. März 2013 als Abgeordneter zum Kärntner Landtag angelobt.
Seit 2018 ist er zusätzlich zum Landtagsmandat Stadtrat für Straßenbau, Wasser, Kanal und Infrastruktur in Spittal an der Drau. 2021 kandidierte er als Spitzenkandidat seiner Partei bei der Gemeinderatswahl in Spittal und überholte im Bürgermeisterergebnis sogar seine Partei, die ein Mandat hinzugewann. Seither ist er neben seinem bisherigen Referat auch Stadtrat für Jugend & Sport.
Christoph Staudacher ist Gründungsmitglied der Kickboxunion Millstättersee und hat als ehemaliger Kärntner Landesmeister im Semi-Kontakt Kickboxen viele Jahre lang das Kindertraining unterstützt. Weiterhin ist er ehrenamtlich in sozialen Vereinen tätig. Außerdem war er Vizepräsident des Bundes Österreichischer Faschingsgilden Kärntens und ist nach wie vor Faschingsminister in seiner Heimatgemeinde Spittal an der Drau.

## Privates
Staudacher wohnt in Spittal an der Drau.